# Acapoeta tanganicae
Acapoeta tanganicae es una especie de peces de la familia de los Cyprinidae en el orden de los Cypriniformes.

## Morfología
Los machos pueden llegar alcanzar los 61 cm de longitud total.

## Reproducción
Es ovíparo.

## Hábitat
Es un pez de agua dulce.

## Distribución geográfica
Es endémica del lago Tanganika (África).

## Observaciones
Es inofensivo para los humanos. 